# Воглајна (река)
46° 13′ 53.65″ N 15° 16′ 19.3″ E / 46.2315694° С; 15.272028° И
Воглајна (словен. Voglajna) је лева притока реке Савиње у Словенији. Припада црноморском сливу. Река је дуга 35 km, са поречјем од 412 km². Извире из Сливничког језера на висини од 340 метара. и тече кроз Сливницу при Цељу, Воглајну, Шентјур, Рифник и Шторе. Улива се у Савињу у Заграду код Цеља. Пред ушћем прима највећу притоку Худињу
Она спада међу најзагађеније површинске вода у Словенији (4. разред). Узрок загађења је углавном због испуштања непречишћених отпадних вода у њега, индустријске отпадне воде (нпр. кланица, Алпос) и интензивна пољопривреда.